# Rudnea-Hociînska, Olevsk
Rudnea-Hociînska (în ucraineană Рудня-Хочинська) este un sat în comuna Hociîne din raionul Olevsk, regiunea Jîtomîr, Ucraina.

## Demografie
Componența lingvistică a localității Rudnea-Hociînska
     Ucraineană (97,3%)
     Belarusă (2,32%)
     Alte limbi (0,39%)
Conform recensământului din 2001, majoritatea populației localității Rudnea-Hociînska era vorbitoare de ucraineană (97,3%), existând în minoritate și vorbitori de belarusă (2,32%).